# Catocala purpurea
Catocala purpurea är en fjärilsart som beskrevs av Charles Oberthür 1922. Catocala purpurea ingår i släktet Catocala och familjen nattflyn. Inga underarter finns listade i Catalogue of Life.